# Lynn Goldsmith
Pour les articles homonymes, voir Goldsmith.
Lynn Goldsmith (né le 11 février 1948  à Détroit, dans le Michigan) est une photographe, réalisatrice et chanteuse américaine, surtout connue pour ses portraits des plus grandes icônes du rock and roll.
Les photographies de Lynn Goldsmith sont apparues sur les couvertures de nombreux magazines dans le monde entier au cours des cinquante dernières années, parmi lesquels on peut citer Life, Newsweek, Time, Vanity Fair, Rolling Stone, National Geographic Traveler, Sports Illustrated, People, Elle, Interview, The New Yorker. Elle a suivi les carrières, entre autres, de Bruce Springsteen, Michael Jackson, Prince, Bob Dylan ou Patti Smith et a notamment photographié les tournées des Rolling Stones. Elle a réalisé plus de cent pochettes de disque. En plus de son travail éditorial, elle s'est également intéressée à la photographie artistique, effectuant des recherches personnelles pour créer des images conceptuelles.
Ses photographies font partie des collections de nombreux musées, parmi lesquels le Smithsonian American Art Museum, la National Portrait Gallery, le Museum of Modern Art (MoMA), The Chicago Museum of Contemporary Photography, le Rock and Roll Hall of Fame, le Musée Folkwang, The Polaroid Collection, The Kodak Collection, etc. et ses vidéos 3D créées en 1982 font partie de la collection du Museum of Modern Art (MoMA).

## Biographie
Lynn Goldsmith est née à Détroit, dans le Michigan. Sa mère était décoratrice d'intérieur et son père était ingénieur. Sa sœur aînée, Ellen Nieves, est une artiste-peintre vivant dans le nord de l'État de New York. Elle a vécu à Détroit jusqu'au lycée quand elle a déménagé en Floride. Elle est diplômée de la Miami Beach Senior High School (en) puis a fréquenté l'Université du Michigan où elle a effectué des études de langues et littératures anglaises et de psychologie. Elle a obtenu a obtenu ses deux diplômes en trois ans avec magna cum laude.
Après l'université, Lynn Goldsmith a travaillé pour Elektra Records. En 1971, elle rencontre Joshua White et travaille avec lui en tant que réalisatrice pour Joshua TV, la première société à produire des films de promotion pour des groupes de rock projetés dans de grandes salles. La même année, Goldsmith est devenue la plus jeune membre à être intronisée dans la Directors Guild of America — la Guilde des réalisateurs d'Amérique — en tant que réalisatrice. En 1972, Goldsmith a dirigé avec Joshua White ABC In Concert (en), la première émission de rock à la télévision, créée par Don Kirshner sur ABC.
Après avoir réalisé un documentaire pour ABC sur le groupe de hard rock Grand Funk Railroad, originaire de Flint, dans le Michigan, formé en 1968 par Mark Farner, Don Brewer et Mel Schacher, Lynn Goldsmith réalise en 1973 un film sur le groupe intitulé We're an American Band, reprenant le titre d'un album et d'une chanson du groupe. Cela a conduit à ce qu'elle devienne co-manager du groupe, mais dès le milieu des années 1970, elle préfère renoncer à ces activités pour se concentrer sur sa photographie.
Lynn Goldsmith a lancé LGI, la première agence photo qui diffusait des images de personnes célèbres dans le domaine du show business et du sport, qui s'est développée au cours des vingt années suivantes jusqu'à représenter plus de 300 photographes dans le monde. En 1997, elle a vendu LGI à Corbis, la société créée par Bill Gates, afin de pouvoir se concentrer sur sa propre photographie et ses recherches personnelles et travailler avec le Will Powers Institute.
Le 26 mars 2021, Lynn Goldsmith gagne en appel, après un premier jugement en sa défaveur, le procès qui l'opposait à la Andy Warhol Foundation pour violation des droits d'auteur, accusant Andy Warhol d'avoir utilisé dans les années 1980, sans son autorisation, le portrait de Prince qu'elle avait réalisé en 1981 pour le magazine Newsweek afin de produire l'une ses célèbres sérigraphies.
Lynn Goldsmith est par ailleurs auteur-compositeur-interprète et a été signée chez Island Records. Elle a écrit des chansons, qui peuvent se rattacher au courant de la new wave et s'est produite sous le nom de scène Will Powers (en).

## Livres
Lynn Goldsmith a publié, au cours de sa carrière, un certain nombre de livres :
- Rock and Roll Stories
- Rock and Roll
- The Police: 1978–1983
- Bruce Springsteen
- The Police
- Marky Mark
- NY Times Bestseller New Kids
- Circus Dreams
- PhotoDiary
- Flower
- The Looking Glass
- KISS: 1977-1980

## Récompenses et distinctions
- 2020 : Lucie Award du portrait[3]